# Camillo Massimo

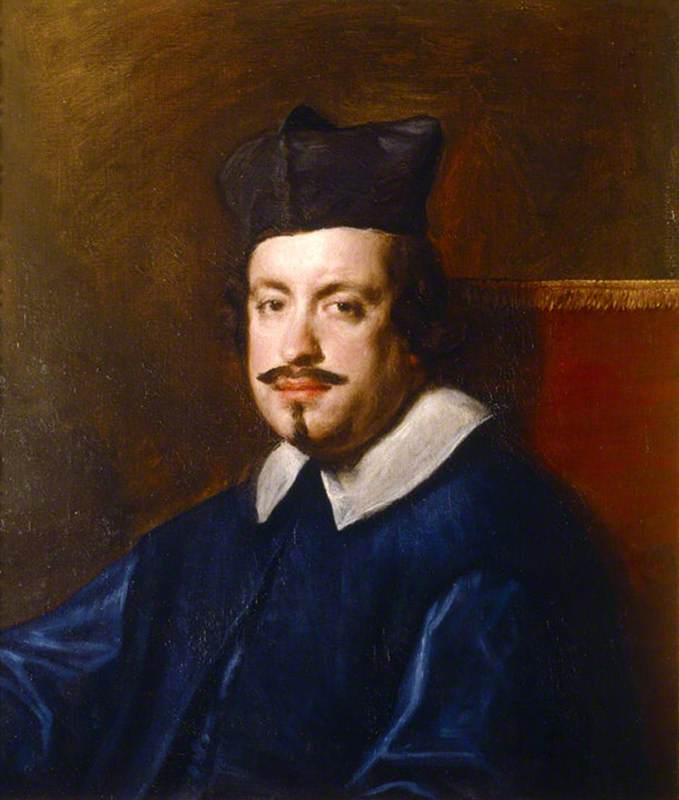
Camillo Massimi. Retrato por Diego Velázquez, 1650. Kingston Lacy (Bankes Collection).

Carlo Camillo Massimo, también llamado Camillo Massimi (Roma, 20 de julio de 1620-12 de septiembre de 1677) fue un sacerdote católico italiano. Nuncio apostólico en España de 1654 a 1658, fue creado cardenal en 1670 por el papa Clemente X.

## Biografía
Hijo primogénito de Giacomo Luigi y Giulia Serlupi, fue bautizado con el nombre de Carlo, que cambió en 1640 al ser designado heredero universal de la fortuna de su tío Massimo, con la obligación de adoptar su nombre pila. Desde niño frecuentó el círculo cultivado del cardenal Barberini, gran mecenas de las artes, y a los diez años recibía clases de dibujo de Nicolas Poussin. Sobrino de Vincenzo Giustiniani, a su muerte (1637) heredó la colección de grabados de la Galleria Giustiniana, con el encargo de darlos a la estampa. Completó su refinada formación artística y el gusto por las antigüedades en el círculo de amistades del erudito Francesco Angeloni, donde conoció a Giovanni Pietro Bellori, a quien unió una duradera amistad.
Anticuario, numismático, patrón de artistas y coleccionista de arte, cuando Velázquez llegó a Roma en su segundo viaje a Italia, de 1649 a 1651, se hizo retratar por él y durante su embajada en Madrid y también luego, a su vuelta a Italia, mantuvo correspondencia con el pintor de cámara, al que menciona en una carta dirigida a la Secretaría de Estado Vaticana como alguien cercano, que por orden del rey le informaba de manera oficiosa de las resoluciones del Consejo de Estado. En su colección llegó a reunir cinco retratos pintados por Velázquez, además del suyo: el de Olimpia Maidalchini, pintado también durante la estancia italiana del pintor, y los retratos de los reyes Felipe IV y Mariana de Austria y de dos infantes, por los que hizo un pago de 1200 reales el 25 de enero de 1657.
Otros pintores y artistas que se beneficiaron de su mecenazgo fueron Nicolas Poussin y Claudio de Lorena, de cada uno de los cuales poesía otros cinco cuadros, y Pier Francesco Mola, que en 1652 se encargó de las pinturas al fresco de la Sala del aire en el palacio Valmonte, palacio de su propiedad.
Comenzó su carrera eclesiástica en 1646 como camarero secreto del papa Inocencio X, que lo nombró canónigo de San Pedro en 1647, clérigo de la cámara apostólica en 1651, patriarca de Jerusalén en 1653 y un año después nuncio en España, puesto en el que sustituía a Giulio Rospigliosi, futuro papa Clemente IX. Su misión en España se vio complicada por la sospecha de que pudiera albergar simpatías hacia Francia a causa de sus buenas relaciones con los Barberini. El mismo año de su nombramiento, Felipe IV había desbaratado gracias a un aviso del cardenal Camillo Astalli el plan del papa de adueñarse de Nápoles con ayuda de los Barberini. Declarado persona non grata hubo de esperar un año hasta ser recibido en la corte de Madrid, pero una vez en ella y con el apoyo de Velázquez supo ganarse la confianza del rey y la balanza se inclinó del lado contrario: acusado de favorecer en exceso la posición española en las negociaciones de paz con Francia y de desconsideración con el embajador de la República de Venecia, aliada del nuevo papa, Alejandro VII, abandonó la nunciatura en 1658 y de vuelta en Italia fue desterrado durante algunos años a su feudo familiar de Roccasecca dei Volsci. Un nuevo papa, Clemente X, lo nombró en 1670 cardenal, maestro di camera, con las funciones de organizador del ceremonial pontificio y supervisor de las obras arquitectónicas.